# Chiesa di San Benedetto vecchia (Peschiera del Garda)
La chiesa vecchia di San Benedetto è un edificio religioso che si trova nella frazione di San Benedetto di Lugana del comune di Peschiera del Garda, in provincia di Verona. Fa parte della parrocchia di San Benedetto Abate.

## Storia e descrizione
La chiesa vecchia di San Benedetto fu edificata in forme neoclassiche nel 1721, probabilmente al posto di un precedente monastero benedettino. La presenza dei benedettini in loco è documentata infatti fino dall'860, anno in cui l'imperatore Ludovico II concesse loro il diritto di pesca nelle acque del lago di Garda e del fiume Mincio. A ulteriore testimonianza dell'esistenza del culto di San Benedetto fin da tempi remoti, nella controfacciata della chiesa è murata una piccola scultura in tufo del santo, alta circa cinquanta centimetri, risalente al secolo XIV. La chiesa antica svolgeva la sua funzione liturgica ancor prima dell'arrivo di un sacerdote stabile, che fu inviato il 13 ottobre 1901, nella persona di don Vittorio Righetti. 

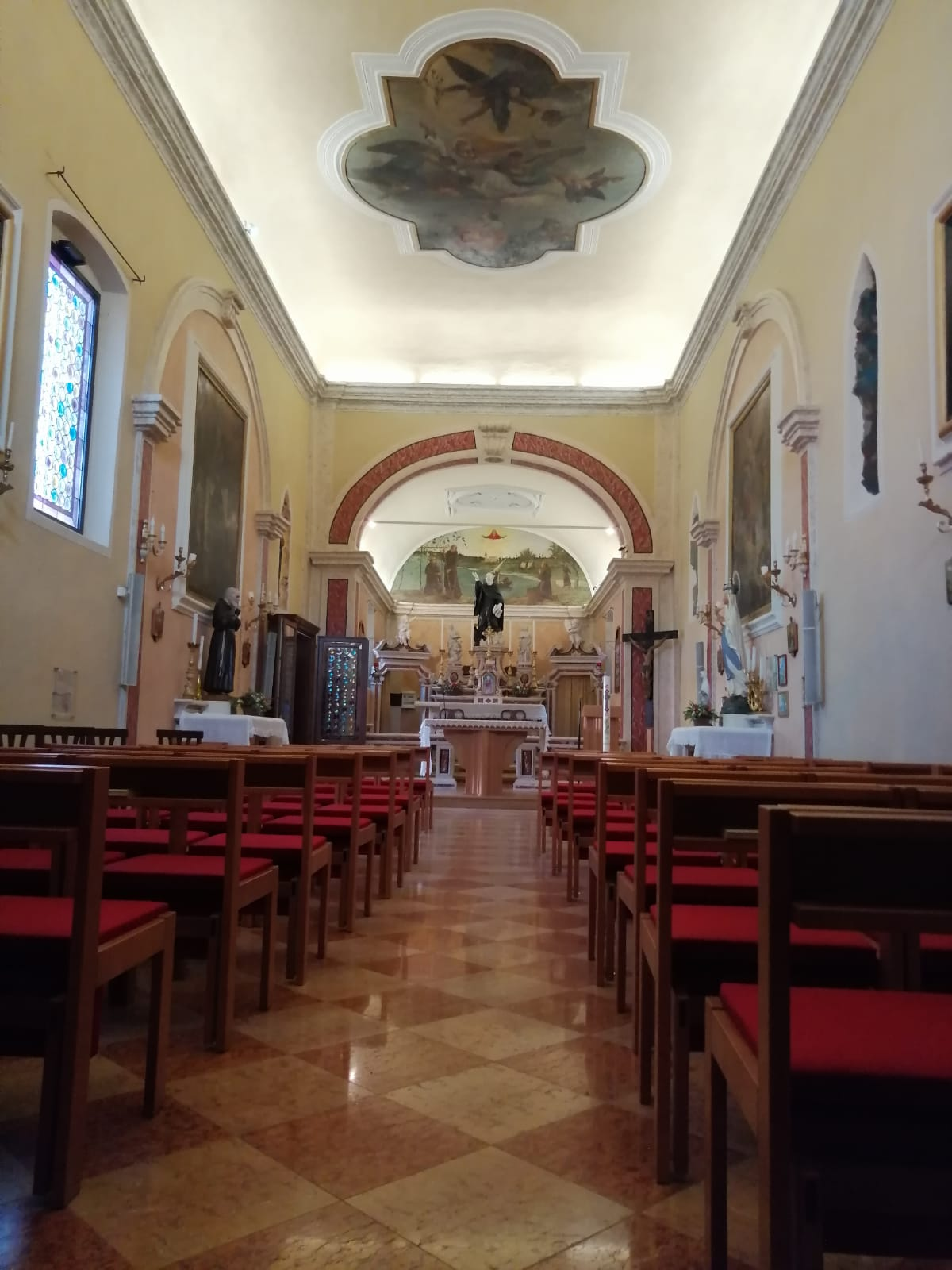
Interno della chiesa

Tra le iniziative promosse da quest'ultimo ci fu la costruzione del campanile: inaugurato nel febbraio 1903, è a pianta quadrata e contiguo alla sacrestia. Desiderando i fedeli ottenere una parrocchia autonoma, in quanto la loro chiesa dipendeva allora dalla parrocchia di San Martino di Peschiera del Garda, il 21 maggio 1943 fu costituita la nuova parrocchia di San Benedetto di Lugana. Il primo parroco nominato dal vescovo fu don Riccardo Biondani, che governò la parrocchia fino al 1979, anno della sua morte. Intanto l'afflusso di turisti sempre più numerosi, sia italiani sia stranieri, fece sentire l'esigenza di una nuova chiesa più capiente, che fu realizzata tra il 1960 e il 1962. La nuova chiesa di San Benedetto, dove fu trasferita la sede parrocchiale, divenne quindi il nuovo centro di culto per i fedeli i quali, per secoli, avevano utilizzato il precedente edificio, che comunque è stato conservato come sussidiario accanto al nuovo. La chiesa vecchia è un edificio di dimensioni ridotte a pianta rettangolare. All'esterno presenta una scalinata realizzata in blocchi e lastre di pietra di Prun, all'interno si trovano l'aula per i fedeli, il presbiterio e la sacrestia.  La facciata principale presenta superiormente un timpano sormontato da un pinnacolo in pietra, con una piccola croce in ferro battuto.